# بخش واترویل (شهرستان لوکاس، اوهایو)
بخش واترویل (به انگلیسی: Waterville Township) یک منطقهٔ مسکونی در ایالات متحده آمریکا است که در شهرستان لوکاس، اوهایو واقع شده‌است.
 بخش واترویل ۶۲٫۳ کیلومتر مربع مساحت و ۱۱٬۳۳۶ نفر جمعیت دارد و ۱۹۶ متر بالاتر از سطح دریا واقع شده‌است.